# Vinnie Paz
 Denne artikel bør gennemlæses af en person med fagkendskab for at sikre den faglige korrekthed.

'Vincenzo Luvineri med kunstnernavnet Vinnie Paz er en amerikansk rapper, også kendt som Ikon the Verbal Hologram. Han er medlem af hiphopgruppen Jedi Mind Tricks sammen med produceren Stoupe. Har taget navn efter den 5-dobbelte verdensmester bokser Vinny Paz og er en del af hiphopgruppen Army of the Pharaohs der udgav albummet The Torture Papers marts 2006.

## Alias
Vincent Laviner har utallige alias, bl.a.:
Louis Dogs, Ikon the Hologram, The Pazmanian Devil (også bokseren Vinny Paz' tilnavn).

## Lyrik
"Vinnie Paz skriver om religion, rumvæsener, politik, historie og professionel wrestling, og leverer teksterne med et rungende brøl, der er en plyndrende viking værdig." 

## Diskografi
Har bl.a. udgivet 12'eren Raw Is War og med Jedi Mind Tricks, Servants in Heaven, Kings in Hell (19. september 2006)

## Religion
Vinnie er født romersk katolik, ligesom største delen af syd Philadelphia. Selv om hans familie praktiserede katolicisme, følte Vinnie sig altid sky overfor religion. I high school, havde han en god ven, som var muslim og han besøgte sin vens husstand tit. Paz's særlige vens far begyndte at undervise Paz om koranen. Som voksen konverterede han gradvist til shia-islam og er stadigvæk muslim. I et interview med Jason Goos, udtalte Paz.
“Growing up yeah, jeg er italiensk og er fra Philly og min familie er naturligvis romersk-katolske. Religion og spiritualitet er mærkelige ting, ya know? De fleste mennesker vokser bare op og accepterer propagandaen, at deres forældre pressede dem. Kristne familier producerer kristne børn, jødiske familier producerer jødiske børn, osv. Der er ikke mange mennesker der bryder strømmen. Jeg følte bare aldrig forbindelse med katolicisme eller kristendom generelt. Jeg brugte en masse tid i high school hos min kammerat Arif og han kom fra en muslimsk familie. Jeg lærte en masse fra hans familie og blev interesseret i islam igennem dem”